# Liste des députés de la IVe législature du Second Empire
Cette liste a pour but de recenser, classés alphabétiquement, les députés appelés à siéger à l'Assemblée nationale à la suite des élections législatives françaises de 1869 et qui furent en fonction jusqu'aux élections législatives françaises de 1871. Ce seront les bonapartistes qui remporteront largement les élections. Le plus jeune député était Marie Reimbold d'Estourmel âgé alors de 28 ans, le plus vieux était Xavier Louis Réguis qui était lui âgé de 79 ans.

## Liste
- Haut – A
- B
- C
- D
- E
- F
- G
- H
- I
- J
- K
- L
- M
- N
- O
- P
- Q
- R
- S
- T
- U
- V
- W
- X
- Y
- Z

### A
- Séverin Paul Abbatucci  (Bonapartiste);
- Arthur Alquier  (Indépendant centriste);
- Jean André  (Bonapartiste);
- Édouard André  (Bonapartiste libéral);
- Emmanuel Arago  (Républicain);
- Désiré Argence  (Bonapartiste libéral);
- Félix d'Arjuzon  (Bonapartiste);
- Louis Auvray  (Bonapartiste libéral);
- Raymond Aylies  (Bonapartiste libéral);

### B
- Henry Baboin ;
- François-Désiré Bancel ;
- François-Sophie-Alexandre Barrillon ;
- Jules Barthélémy-Saint-Hilaire ;
- Raymond Bastid ;
- Louis-Evariste Robert de Beauchamp ;
- Marc de Beauvon-Craon ;
- Louis Belmontet ;
- Louis de Benoist ;
- Louis Bérard-Blay ;
- François Berger ;
- Paul Bethmont
- Antoine Birotteau ;
- Charles Boduin ;
- Ernest de Boigne ;
- Eugène Bois-Viel  (Bonapartiste);
- Jean-Baptiste Dupont de Bosredon ;
- Gustave Boucaumont  (Bonapartiste);
- Pierre Bouchetal-Laroche  (Bonapartiste);
- Louis Auguste Boudet ;
- Olivier Bourbeau ;
- Philippe La Beaume de Bourgoing ;
- Calixte Bournat ;
- Ernest de Bouteiller ;
- Henri Boutelier ;
- François Bouvier d'Yvoire ;
- Jules Brame ;
- Louis Buffet ;
- Augustin Buisson ;
- Henri Buquet ;
- Marcelin-Laurent-Marie Burin des Roziers ;
- Julien-Henri Busson-Billault ;

### C
- Adrien-Charles Calley Saint-Paul ;
- Adrien Calmètes ;
- Pierre Calvet-Rognat ;
- Ernest Louis Carré-Kérisouet ;
- Bernard-Adolphe de Cassagnac ;
- Mathieu Brutus Cazelles ;
- Félix Chadenet ;
- Louis Chagot ;
- Gustave Gaspard Chaix d'Est-Ange ;
- Joseph Dominique Aldebert de Chambrun ;
- Raoul Charlemagne ;
- Charles Chesnelong ;
- Eugène Chevandier de Valdrome ;
- Horace de Choiseul-Praslin ;
- Emmanuel Choque ;
- Luc Christophle ;
- Adolphe Cochery ;
- Louis-Armand-Alexandre Cœuret de Nesle ;
- Napoléon-Joseph de Colbert-Chabanais ;
- Pierre Rémy Corneille ;
- Joseph Cornudet des Chaumettes ;
- Cosme Cosserat ;
- Jacques Coste-Floret ;
- Charles Louis Coulaux ;
- Adolphe Crémieux  (Républicain);
- André Creuzet ;

### D
- Pierre Daguilhon-Pujol ;
- Édouard Dalloz ;
- Albert de Dalmas ;
- Aimé Darblay ;
- Jean-Marie Darracq ;
- Napoléon Daru ;
- François Dautheville ;
- Jérôme David  ;
- Ferdinand Benjamin David ;
- Claude Dechastelus ;
- Louis Dein ;
- Édouard Delamarre ;
- François Delavau ;
- Germain Delebecque ;
- Jean Deltheil ;
- Théodore Denat ;
- Laurent Descours ;
- Alfred Deseilligny ;
- Gilbert Desmaroux de Gaulmin ;
- François-Philibert Dessaignes ;
- Louis Desseaux ;
- Camille Dollfus ;
- Frédéric Dorian ;
- Alexandre Douesnel-Dubosq ;
- Ernest Dréolle ;
- Antoine Drouot ;
- Louis du Couëdic de Kergoualer ;
- Henri-Joseph Dugué de La Fauconnerie ;
- Jean-Baptiste Dumas ;
- Paul Dupont ;
- Henri Dupuy de Lôme ;
- Justin Durand ;
- Henri de Durfort de Civrac ;
- Clément Duvernois ;

### E
- Eugène Eschassériaux ;
- Alfonse Esquiros  (Républicain socialiste);
- Louis Estancelin ;
- Marie Reimbold d'Estourmel ;

### F
- Charles de Fages ;
- Jules Favre  (Républicain);
- César de Faÿ de La Tour-Maubourg ;
- Jules Ferry  (Républicain);
- Anselme François Fleury ;
- Adolphe de Forcade Laroquette ;
- Gustave-Eugène Fould ;
- Adolphe-Ernest Fould ;
- Philémon Fouquet ;
- Auguste-Antoine de Fourment ;
- Charles De France d'Hésecques ;

### G
- Wladimir Gagneur ;
- Léon Gambetta ;
- Louis-Antoine Garnier-Pagès ;
- Émile-François Gaudin ;
- Armand Gaultier de La Guistière ;
- Sampiero Gavini ;
- Nicolas Géliot ;
- Claude Victor Louis Stanislas Genton ;
- Henri Antoine Marie Germain ;
- Jules Gévelot ;
- Jean-Marie Georges Girard de Soubeyran ;
- Jean Girault ;
- Édouard Girod de l'Ain ;
- Louis Girou de Buzareingues ;
- Alexandre Glais-Bizoin ;
- Auguste Godard d'Aucour de Plancy ;
- Charles Godard d'Aucour de Plancy ;
- Jacques Goërg ;
- Raymond Gorsse ;
- Napoléon Gourgaud ;
- Ferdinand de Grammont ;
- Edmond Gressier ;
- Jules Grévy ;
- Alphonse Grollier ;
- Jacques Guillaumin ;
- Adhémar de Guilloutet ;
- Léonce de Guiraud ;
- Antoine-Léonce Guyot-Montpayroux ;

### H
- Alphonse-Alfred Haentjens ;
- Eugène Halwin de Piennes ;
- René Louis Hamoir ;
- Ernest André Marie Constant Hébert ;
- Georges Houssard ;
- Albert Huet ;

### J
- Léopold Javal ;
- Jean-Pierre Joliot ;
- Jean-Baptiste Josseau ;
- Jacques Louis Jourdain ;
- Paul de Jouvencel ;
- Achille Jubinal ;

### K
- Émile Keller ;
- Émile de Kératry ;
- Charles Kolb-Bernard ;

### L
- Charles de La Monneraye ;
- Joseph Édouard de La Motte-Rouge ;
- Olivier de La Poëze ;
- Félix de La Rivoire de La Tourrette ;
- Jules Labat ;
- Augustin Lacroix ;
- Albert Lacroix-Saint-Pierre ;
- Eugène de Ladoucette ;
- Rémy Lafond de Saint-Mûr de Planche ;
- Frédéric de Lagrange ;
- Jean-Edmond Laroche-Joubert ;
- Amédée Larrieu ;
- Eugène Lasnonnier ;
- Gustave Le Borgne de La Tour ;
- Pierre-Célestin Latour-Dumoulin ;
- Jules Laugier de Chartrouse Meifren ;
- François Le Calvez ;
- Jules Lecesne ;
- Jules Le Clerc d'Osmonville ;
- Léopold Le Hon ;
- Octave Le Peletier d'Aunay ;
- Alfred Le Roux ;
- Eugène Casimir Lebreton ;
- Eugène Lecomte ;
- Léon Lefébure ;
- Antonin Lefèvre-Pontalis ;
- Charles Lejoindre ;
- Alphonse Leret d'Aubigny ;
- Charles Le Roux ;
- François de Lespérut ;
- Paul-Louis de Leusse ;
- Stephen Liégeard ;
- Charles Louvet ;

### M
- Armand de Mackau ;
- Pierre Magnin;
- François Malausséna ;
- François Malézieux ;
- Lucien Mangini ;
- Guillaume Félix Alphonse Marey-Monge ;
- Joseph Marion de Faverges ;
- Alfred de Marmier ;
- Louis Martel ;
- Victor Masséna ;
- Auguste Mathieu ;
- Adrien Mathieu ;
- Jacques Mège ;
- Thomas Louis Mercier ;
- Jean-Baptiste Millet ;
- Claude Millon ;
- Fernand Monier de La Sizeranne ;
- François Marie Monjaret de Kerjégu ;
- Élizé de Montagnac ;
- Stéphen Mony ;
- Théodore Morin ;
- Joachim Murat ;

### N
- Henri Nogent-Saint-Laurens ;
- Antoine Just Léon Marie de Noailles ;
- Napoléon Marie de Nompère de Champagny ;
- Jérôme-Paul de Nompère de Champagny ;
- Armand Noualhier ;
- Raymond Noubel ;

### O
- Émile Ollivier  (Bonapartiste libéral);
- Édouard Ordinaire  (Républicain);

### P
- Paul Pamard ;
- Jean Patras de Campaigno ;
- Charles-Pierre-Paul Paulmier ;
- Eugène Pelletan  (Républicain);
- Isaac Pereire ;
- Hippolyte Perras ;
- Charles Perrier ;
- Guillaume Pierre François Petit ;
- Pons Peyruc ;
- Eugène Peyrusse ;
- Ernest Picard ;
- Vincent Piccioni ;
- Stéphane de Pierres ;
- Louis Édouard Piette ;
- Ernest Pinard ;
- Alexandre Pinard ;
- Hippolyte Pissard ;
- Oscar Planat ;
- Charles Plichon ;
- Adrien Joseph Prax-Paris ;

### Q
- Henri Quesné ;
- Arthur de Quinemont ;

### R
- Germain Rampont ;
- François Raspail  (Républicain socialiste);
- Xavier Louis Réguis ;
- Gustave-Charles-Prosper Reille ;
- René Reille ;
- Alfred Renouard de Bussière ;
- Maurice Richard ;
- Louis-Gustave Adolphe Lemercier de Maisoncelle-Vertille de Richemont ;
- Louis Riondel ;
- Henri Rochefort  (Républicain socialiste);
- Henri Armand Rolle ;
- Eugène Robert des Rotours ;
- Jules Rouhier d'Andelarre ;
- Henri Charles Roulleaux Dugage  (Bonapartiste autoritaire);
- Charles Pierre Rouxin ;
- Alexandre Elisabeth de Rosnyvinen de Piré ;
- Pierre Roy de Loulay ;
- Francisque Rudel du Miral ;

### S
- Hervé de Saint-Germain ;
- Hélie de Saint-Hermine ;
- Joseph Eugène Schneider ;
- Alexis Segris ;
- Joseph Sénéca ;
- Édouard Sens ;
- Charles Seydoux ;
- Prosper Joseph Sibuet ;
- Joseph François Simon ;
- Jules Simon  (Républicain);
- Hippolyte de Souzy de Charpin-Feugerolles ;
- François-Frédéric Steenackers ;
- Napoléon Suchet ;

### T
- Pierre Albert Tachard ;
- Paulin Talabot ;
- Auguste de Talhouët-Roy ;
- Pierre Tassin ;
- Joannès Terme ;
- Adolphe Thiers  (Libéral);
- Charles Célestin Joseph Thoinnet de la Turmelière ;
- Edmond de Tillancourt ;
- Charles Tron ;

### V
- Alfred de Vast-Vimeux ;
- Charles de Veauce ;
- Jean-Thomas Vendre ;
- François Viellard-Migeon ;
- Eugène Vignat ;

### W
- Samuel Welles de Lavalette ;
- Édouard Werlé ;
- Daniel Wilson  (Indépendant de gauche);

### Z
- François Zorn de Bulach.